# Vectiraptor
Vectiraptor — рід дромеозавридів, динозаврів з вессекської формації (англ. Wessex Formation), о. Вайт, Англія.
Тварина представлена пов'язаними спинними хребцями і частковим крижем. Спинні хребці короткі.